# Alan Weisman
Alan Weisman (Minneapolis, 24 marzo 1947) è uno scrittore, giornalista ed insegnante statunitense.

## Biografia
Famoso giornalista e scrittore statunitense, è autore di articoli pubblicati su riviste come Harper's, The New York Time Magazine, The Atlantic Monthly, Dyscover e NPR, fra le altre. Forte contributore per il Los Angeles Time Magazine. È titolare di una cattedra presso l'Università dell'Arizona e insegna giornalismo internazionale.
È autore dell'articolo Earth Without People (La Terra senza l'Uomo – Discover magazine, febbraio 2005) che gli fruttò il premio di Best American Science Writiting 2000 – 2007. Su quest'ultimo lavoro elaborò il noto bestseller The World Without Us (Il mondo senza di noi) pubblicato negli Stati Uniti il 10 luglio 2007 e in Italia nel febbraio 2008.
Nel 2013 ha ricevuto il Los Angeles Times Book Prize (Scienza e Tecnologia) per Countdown: Our Last, Best Hope for a Future on Earth? (Conto alla rovescia) pubblicato in Italia nel 2014.